# Wiesław Gębala
Wiesław Gębala (* 14. September 1950 in Bielsko-Biała) ist ein ehemaliger polnischer Skilangläufer.
Gębala, der für den BBTS Włókniarz Bielsko startete, gewann in den Jahren 1969 sowie 1970 beim Czech-Marusarzówna-Memorial mit der Staffel und siegte bei polnischen Meisterschaften viermal über 50 km (1974, 1976–1978) und einmal über 30 km (1976). Bei seiner einzigen Teilnahme an Olympischen Winterspielen im Februar 1976 in Innsbruck belegte er den 22. Platz über 15 km, den 20. Rang über 30 km und den 13. Platz zusammen mit Jan Staszel, Jan Dragon und Władysław Podgórski in der Staffel. Seine Ehefrau Anna Gębala-Duraj und seine Tochter Katarzyna Gębala waren ebenfalls im Skilanglauf aktiv.